# Ужинов Олег В'ячеславович
Олег В'ячеславович Ужинов (нар. 13 лютого 1968, Кириши, Ленінградська область) — радянський і російський режисер, сценарист і аніматор мультиплікаційних фільмів.
Олег Ужинов є режисером 7 серій мультсеріалу «Маша та Ведмідь», а також відомих мультфільмів із серії: «Гора самоцвітів»: «Жихарка» (2007) (в якому вже проглядається характер майбутньої Маші з «Маші і Ведмедя»), «Про Івана-дурня» (2004).

## Біографія
Народився 13 лютого 1968 року в місті Кириші Ленінградської області.

## Фільмографія

### Режисер-постановник
- 2001 — Мультипотам
- 2001 — Евстифейка-вовк
- 2003 — Нехороший хлопчик
- 2004 — Про Івана-дурня (цикл «Гора самоцвітів»)
- 2006 — Жіхарка (цикл «Гора самоцвітів»)
- 2019 — Фіксики проти кработів

### Актор
- 2006 — Жіхарка (цикл «Гора самоцвітів») — Горобець
- 2019 — Фіксики проти кработів — Розумний корабель

### Художній керівник
- 2020 — «Маша та Ведмідь»